# Dan Futterman
Dan Futterman est un acteur, scénariste et producteur américain né le 8 juin 1967 à Silver Spring, Maryland (États-Unis).

## Filmographie

### Comme acteur
- 1991 : Big Girls Don't Cry... They Get Even de Joan Micklin Silver
- 1991 : Daughters of Privilege (TV) : Ballard Moss
- 1991 : The Fisher King : Le Roi pêcheur (The Fisher King) : Second punk
- 1992 : Un faire-part à part (Passed Away) : Tom
- 1992 : Big Girls Don't Cry... They Get Even : Josh
- 1964 : Another World (série TV) : Alan (1992)
- 1993 : Class of'61 (TV) : Shelby Peyton
- 1993 : Tracey Takes on New York (TV)
- 1996 : Birdcage (The Birdcage) : Val Goldman
- 1996 : Breathing Room : David
- 1996 : Far Harbor : Brad
- 1997 : Shooting Fish : Dylan
- 1997 : Caroline in the City (TV) : Seth (saison 3 épisode 8)
- 1998 : 1999 : Rufus Wild
- 1998 : Sans issue (Thicker Than Blood) (TV) : Griffin Byrne
- 1998 : Quand les clairons se taisent (en) (When Trumpets Fade) (TV) : Despin
- 1999-2004 : Amy - saisons 1 à 6 : Vincent Gray
- 2000 : Urbania : Charlie
- 2002 : Plus jamais (Enough) : Joe
- 2004 : Gerald L'Ecuyer: A Filmmaker's Journey (TV)
- 2007 : Un cœur invaincu : Daniel Pearl
- 2008 : La Loi et l'Ordre (Righteous Kill) : Un avocat

### Comme scénariste
- 2005 : Truman Capote (Capote) de Bennett Miller (+ producteur)
- 2014 : Foxcatcher de Bennett Miller